# Mehregī
Mehregī (persiska: مهرگی, Maḩreqī) är en ort i Iran.   Den ligger i provinsen Hormozgan, i den sydöstra delen av landet, 1 200 km söder om huvudstaden Teheran. Mehregī ligger 13 meter över havet och antalet invånare är 333.
Terrängen runt Mehregī är platt, och sluttar västerut.Runt Mehregī är det ganska glesbefolkat, med 25 invånare per kvadratkilometer. Närmaste större samhälle är Karatān, 5,0 km söder om Mehregī. Trakten runt Mehregī är ofruktbar med lite eller ingen växtlighet.